# Eggs over Easy
Eggs over Easy was een Amerikaanse countryrockband uit de vroege jaren 1970, die Londen bezocht om een album op te nemen en vervolgens een vaste band werd in een Londense pub, wat later bekend werd als pubrock.

## Bezetting
- Jack O'Hara[2] (gitaar, basgitaar, zang)
- Austin de Lone[3] (keyboards, gitaar, zang)
- Brien Hopkins[4] (keyboards, gitaar, basgitaar, zang)
- John Steel[5] (drums)
- Bill Franz[6] (drums)
- George Butler[7] (drums)
- Les Sampson[8] (drums)

## Geschiedenis
Hoewel beiden afkomstig waren uit New York, ontmoette Jack O'Hara (gitaar, bas en zang) Austin de Lone (keyboards, gitaar en zang) in Berkeley (Californië), waar ze een duo vormden. Het paar verhuisde terug naar New York, waar ze Brien Hopkins ontmoetten (keyboards, bas, gitaar en zang) die samen een multi-instrumentaal trio vormden, zonder drummer of percussionist. Ze speelden regelmatig in clubs en bars in Greenwich Village en Long Island, totdat ze een kleine schare fans en manager Peter Kauff verwierven. Kauff hielp Cannon Films ook om de muziekbusiness in te gaan en regelde dat Chas Chandler (bassist van The Animals en producent/manager van The Jimi Hendrix Experience) hun eerste album zou produceren.
De opnamen begonnen in december 1970 in de Olympic Studios in Barnes, Londen, aanvankelijk met Les Sampson (een vriend van Noel Redding die zich bij hem voegde in de band Road) op drums. Ze speelden ook verschillende data als trio in de Amerikaanse ambassade. De opname werd voltooid in januari 1971, met ex-Animal John Steel op drums. De opnamen verliepen goed, maar Kauff kreeg ruzie met Cannon Films en adviseerde de band om in Londen te blijven totdat de problemen waren opgelost, in plaats van terug te keren naar de Verenigde Staten.
Chandler, inmiddels hun manager, regelde dat de band een aantal college-optredens in het hele land zou spelen. Veel van deze werden gesponsord door de Amerikaanse ambassade in Londen, die de band betaalde om langs Britse universiteiten te toeren om voor een groter publiek op te treden met Amerikaanse dichters als Marilyn Hacker, Denis Boyles en Louis Simpson. Tegen die tijd was de band verhuisd naar een huis in 10 Alma Street, Kentish Town, in de buurt van de pub Tally Ho. De band was gewend om in Amerikaanse bars te spelen, maar net als in de meeste Londense pubs in die tijd had de Tally Ho een alleen-jazz-beleid. Ze overtuigden de huisbaas ervan dat ze jazz speelden, hoewel hun muziek voornamelijk countryrock en blues was, en verscheen voor het eerst op 3 mei en 13 mei 1971, met Steel op drums. Ze trokken al snel grote menigten aan, waaronder andere muzikanten als Graham Parker, Nick Lowe en Elvis Costello, waardoor Eggs de pioniers werden van de pubrock-beweging. Uiteindelijk werd hen gevraagd om hun optredens op te voeren, totdat ze elke week drie avonden en een zondagmiddag speelden. Op andere dagen stonden ze vaak op andere podia, zoals The Marquee, waar Dave Robinson, de manager van Brinsley Schwarz, hen had gezien en aan de band had voorgesteld.
Eggs over Easy had een groot repertoire van meer dan 50 eigen nummers en 50 covers en werd regelmatig vergezeld door leden van Brinsley Schwarz en andere artiesten, zoals Loudon Wainwright III en Frankie Miller. De voormalige Tally Ho-jazzspeler Barry Richardson was zo onder de indruk dat hij Bees Make Honey oprichtte, die ook een residentie in Tally Ho kreeg, naast een mix van nieuwe en bestaande bands, zoals Max Merritt and the Meteors en Brinsley Schwarz.
Het aantal zalen dat Eggs Over Easy en andere pubrock-bands wilde opvoeren, nam ook toe, voornamelijk in grote Victoriaanse pubs ten noorden van Regents Park, waar voldoende geschikte pubs waren. Eggs over Easy toerde door een keten van Londense pubs die eigendom waren van de brouwer Ind Coope en in september en oktober 1971 steunden ze John Mayall op een Britse tournee, waarbij George Butler Steel op drums verving.
Kauff was er niet in geslaagd het geschil met Cannon Films op te lossen, dus het album bleef onuitgebracht en de band had ook geen contract met een Brits platenlabel binnengehaald. Omdat ze visumproblemen hadden, stelde Kauff voor om naar huis terug te keren, dus op 7 november 1971 speelden ze hun laatste optreden in de Tally Ho en gingen terug naar de Verenigde Staten.
Terug in New York speelde Bill Franz mee op drums, tekenden ze een deal met A&M Records en in 1972 namen ze hun eerste album Good 'N' Cheap op. Dit was gedeeltelijk een heropname van de nummers die oorspronkelijk in Londen waren opgenomen. Het album werd geproduceerd door Link Wray in de studio van zijn broer Vernon Wray in Tucson, Arizona, en de band schreef op één na alle nummers.
In 1973 verhuisden ze naar San Francisco en steunden later The Eagles en Yes op tournee. In 1976 had John 'Jay' David (ex Dr. Hook & The Medicine Show) Franz op drums vervangen en ze brachten de single Bar in my Car uit bij Buffalo Records. Oorspronkelijk getiteld I'm Gonna Put a Bar in the Back of My Car (And Drive Myself to Drink), verscheen het nummer op tal van internetlijsten met 'slechtste countrynummers' als zijnde van hun album Fear of Frying, maar dit is onjuist.
Het tweede album Fear of Frying werd uiteindelijk opgenomen in 1980/1981 en uitgegeven bij Squish Records, dat ook faalde zodra het uitkwam, waardoor dit album een zeldzaamheid was die nog opnieuw op cd moet worden uitgebracht.
De Eggs werden vaak op het podium vergezeld door zangeres Anna Rizzo en speelden ook met leden van Commander Cody and his Lost Planet Airmen in Moonlighters. Een van hun laatste optredens was als The Opinions ter ondersteuning van Dan Hicks. Eggs Over Easy splitste uiteindelijk in 1981.

## Discografie

### Singles
- 1974: Back of My Car (Buffalo Records)

### Albums
- 1972: Good 'N' Cheap (lp, A&M Records)
- 1981: Fear of Frying (lp, Squish Records)

### Compilaties
- 1996: Naughty Rhythms: The Best of Pub Rock (cd, Premier) – met een nummer van The Eggs: Factory
- 2007: Goodbye Nashville Hello Camden Town – a Pub Rock Anthology (cd, Castle Music) – met een nummer van The Eggs: Runnin' Down to Memphis